# Метонимия
Метонимия (на гръцки: metonymia, преименуване) е литературен термин, вид троп, който служи за заместване на едно название с друго название, на една дума с друга дума. Основава се на пространствена, временна, причинна или друга обстоятелствена връзка между тях.

## Примери
- Името на предмета се замества с названието на материала, от който е направен.

Пример: „Героите наши, като скали твърди, желязото срещат с железни си гърди“ („Опълченците на Шипка“ от Иван Вазов, „желязото“ вместо „куршумите; оръжията“).
- Качеството замества неговия носител.

Пример: „Храбростта прави чудеса“ („храбростта“ вместо „храбрецът“).
- Времето на действието се заменя с предмет, тясно свързан с него.

Например „Човек се учи от люлката до гроба“ („люлка“ вместо „детство“, и „гроб“ вместо „смърт“).
Например „Злато“ вместо „пари“
- „едно име ново, голямо, антично

като Термопили славно, безгранично...“ (върхът Шипка е заместен с ново, голямо, антично)
- Съдържаемото замества съдържанието

Пример: „Изпих чашата" – под „чаша" се разбира съдържанието, а не предметът.
Пример: „Изядох една чиния“ – под „чиния“ се разбира количеството храна, което е било поднесено, а не предметът.
- Оръжието на действието замества човешката дейност.

Пример: „каквото сабя покаже“, „Перото на Ботев е гениално“
- Мястото замества хората, които са върху това място.

Пример: „Върхът отговори с други вик: ура!“ („върхът“ вместо „опълченците“ (които са на върха) /„Опълченците на Шипка“ от Иван Вазов.
Пример: „Облечи се прилично, че целият град ще те гледа!" – думата „град" замества „всички жители“ на град.